# 朝鲜劳动党第八届中央委员会
朝鲜劳动党第八届中央委员会（朝鲜语：／*/?）由朝鲜劳动党第八次代表大会于2021年1月10日选举产生，成员包括中央委员和中央候补委员。随后举行的第一次全体会议上选出最高决策机关中央委员会政治局、最高权力核心中央委员会政治局常务委员会、中央办事机关中央委员会书记局、最高军事机关中央军事委员会等中央领导机构及相关负责人。

## 中央委员会委员
金正恩
崔龙海、李炳哲、金德训、金才龙、李日焕、崔辉、朴太德、金英哲、许哲万、金亨植、朴明顺、崔相建、吴日晶、金勇帅、申龙万、全贤哲、赵甬元、李熙用、朴泰成、金与正、李英植、金成男、洪承武、张光明、崔东明、郑尚学、朴成哲、李京哲、安金哲、玄松月、金炳浩、张龙植、金兆国、朴光植、金成基、朴光雄、金正植、赵永哲、金世福、朴正男、金成哲、郑仁哲、全太秀、朴英敏、马宗善、太亨彻、高吉先、吴东日、杨胜虎、吴秀容、金英焕、金斗日、李在南、文景德、李哲万、朴昌浩、姜峰训、金哲三、李正南、李太日、申永铁、张英鹿、林景万、李善权、全学铁、金忠杰、姜宗官、金正南、朴勋、李成鹤、宋春燮、李忠吉、金胜进、金京准、金承斗、张企虎、朴正根、张春城、金成龙、金有日、李永吉、郑京择、张正男、金光哲、张光峰、姜润石、禹尚哲、张昌河、李弘燮、姜京浩、林英铁、沈红宾、金金哲、朱哲奎、尹材革、朴文好、金顺哲、刘进、姜学铁、李勇宪、金光男、韩永日、金哲夏、李光哲、努光铁、全日好、李国哲、崔炳完、朴正天、金秀吉、金正官、赵庆喆、方头燮、林光日、权泰英、强纯男、徐洪灿、权永进、李斗星、朴永日、金明食、金光赫、金正吉、朴寿日、崔头用、韦成日、朴光柱、李泰燮、崔春吉、朴名帅、宋永健、李永哲、金永福、李逢春、崔光日、松硕元、霍昌植、韩顺哲

### 中央委员会政治局委员
2021年1月10日，朝鲜劳动党第八届中央委员会第一次全体会议选举产生朝鲜劳动党第八届中央政治局委员19人、常委5人、候补委员11人。
中央委员会政治局委员：金正恩、崔龙海、李炳哲、金德训、赵甬元、朴泰成、朴正天、郑尚学、李日焕、金头日、崔相建、金才龙、吴日晶、金英哲、吴秀容、权永进、金正官、郑京择、李永吉
中央委员会政治局候补委员：朴太德、朴明顺、许哲万、李哲万、金亨植、太亨彻、金英焕、朴正根、杨胜虎、全贤哲、李善权
| 排名 | 肖像 姓名 | 党职                                                                     | 公职                                                        | 分工 |
| ---- | --------- | ------------------------------------------------------------------------ | ----------------------------------------------------------- | ---- |
| 1    | 金正恩    | 朝鲜劳动党中央政治局常委 朝鲜劳动党总书记 朝鲜劳动党中央军事委员会委员长 | 朝鲜国务委员会委员长 朝鲜武装力量最高司令官                 |      |
| 2    | 崔龙海    | 朝鲜劳动党中央政治局常委                                                 | 朝鲜最高人民会议常任委员会委员长 朝鲜国务委员会第一副委员长 |      |
| 3    | 李炳哲    | 朝鲜劳动党中央政治局常委 朝鲜劳动党中央军事委员会副委员长                | 朝鲜国务委员会委员                                          |      |
| 4    | 金德训    | 朝鲜劳动党中央政治局常委                                                 | 朝鲜内阁总理                                                |      |
| 5    | 趙甬元    | 朝鲜劳动党中央政治局常委 朝鲜劳动党中央委员会书记                        |                                                             |      |

### 中央委员会书记
朝鲜劳动党总书记：金正恩
党中央委员会书记：赵甬元、朴泰成、李炳哲、郑尚学、李日焕、金头日、崔相建

## 中央委员会候补委员
金铜日、李成峰、池明俊、李继奉、李龙男、金哲秀、韩龙国、王昌旭、李锬、康铁苟、金日国、蔡成学、李哲山、崔善姬、赵英德、李灿华、金基龙、徐虎元、尹正虎、任景栽、朱勇日、朴赫哲、李赫权、张京日、陈锦松、金忠诚、崔京哲、南哲光、高正范、徐钟进、金英植、沈胜健、康权日、承正奎、朴哲民、张春实、朴仁哲、韩钟革、申红哲、李星烈、崔希太、姜炯峰、金英哲、李兄根、朴万浩、李成国、申昌日、吴庆龙、桂明哲、朴明善、朴钟虎、金英南、赵峻募、李胜虎、崔明秀、申明仙、金进勇、李航杰、韩万兴、杨明哲、金光福、宋承哲、吴春英、咸势真、金贤一、玉勇秀、李正吉、李昌吉、崔成男、安福万、崔长日、高明哲、张敬铁、韩明秀、金鲜旭、崔升龙、卢益、郑延学、崔乐贤、徐元吉、金永哲、咸南赫、韩成男、金光英、明松哲、洪万浩、泰真赫、李庆日、金明赫、金亨范、金勇九、金秀男、李成道、吴琴铁、文正雄、崔京铁、康善、金光旭、许光日、朴志民、金正铁、李敏哲、闵喜福、李庆天、高名帅、金学哲、金柱三、金春桥、金勇浩、林光雄、金福男

## 历次全体会议

### 一中全会
朝鲜劳动党第八届中央委员会第一次全体会议（简称朝鲜劳动党八届一中全会）于2021年1月10日在平壤朝鲜劳动党中央委员会本部会议室举行。会议选举产生朝鲜劳动党中央委员会政治局委员、朝鲜劳动党中央委员会政治局常务委员会委员；选举党中央委员会书记，组织了书记局；选举产生党中央军事委员会；并根据修改通过的党章进行了党中央检查委员会选举；任命了党中央委员会各部长和党中央委员会机关报《劳动新闻》总编辑。

#### 人事安排
- 党中央军事委员会

委员长：金正恩
副委员长：李炳哲
委员：赵甬元、吴日晶、金兆国、强纯男、吴秀容、朴正天、权永进、金正官、郑京择、李永吉、林光日
- 党中央检查委员会

委员长：郑尚学
副委员长：朴太德、李熙用
委员：李京哲、朴光植、朴光雄、全太秀、郑仁哲、金成哲、张企虎、姜润石、禹尚哲、张光峰、金光哲、吴东日
- 党中央委员会部长：金才龙、吴日晶、朴太德、金成男、许哲万、金亨植、朴明顺、李哲万、李斗星、强纯男、金英哲、金世福、朴正男、崔辉、金勇帅[3]
- 党中央委员会机关报《劳动新闻》总编辑朴英敏[3]

### 二中全会
朝鲜劳动党中央政治局常务委员会决定将于2月上旬召开第八届中央委员会第二次全体会议，审议并决定各部门为切实贯彻落实朝鲜劳动党第八次代表大会所提战略任务的2021年度工作计划。2021年2月8日至11日朝鲜劳动党第八届中央委员会第二次全体会议举行。
增补：
- 政治局委員：李善权（朝鲜外务相）
- 政治局候補委員：金成男（朝鲜劳动党国际部部长）
- 党中央委員会书记兼经济部長：吴秀容
- 中央委員（中央候补委员升格）：金銅日、金英南、金哲秀
- 中央候补委员：洪赫哲、李京浩、崔永進、龍君哲、鄭西哲

### 三中全会
朝鲜劳动党第八届中央委员会第一次政治局会议决定将于6月上旬召开第八届中央委员会第三次全体会议，中间总结党的八届二中全会部署的2021年度主要党及国家政策执行情况，为采取解决经济工作和人民生活中迫切的问题方面所需要的追加国家措施。2021年6月15日至18日，朝鲜劳动党八届三中全会召开。

### 四中全会
朝鲜劳动党第八届中央委员会第五次政治局会议决定于2021年12月下旬召开朝鲜劳动党第八届中央委员会第四次全体会议。2021年12月27日，朝鲜劳动党八届四中全会召开。会议聚焦朝鲜农村问题。金正恩在会议上发表对社会主义农村发展具有重大改革意义的历史性报告，金正恩应朝鲜特色社会主义建设的现实条件和时代要求提出推动乡村振兴的中长期发展战略和重点课题及具体实行方案。2021年12月31日四中全会闭幕。

### 五中全会
朝鲜劳动党第八届中央委员会第八次政治局会议决定于2022年6月上旬召开朝鲜劳动党第八届中央委员会第五次全体会议。6月8日至11日，第八届中央委员会第五次全体会议扩大会议在党中央委员会本部会议室举行。会议贯彻落实党的八大决议中2022年度党和国家主要政策执行情况进行中期总结，策定下半年度工作方向和斗争方针，并讨论和部署了强力正确地落实国家重点工作的实践行动方案。补选
- 中央委员会委员：候补委员补选朴志民、朴秀日、崔善姬；直接补选赵春龙、朴喜哲、金仁哲、李昌大、韩光相
- 候补委员：张昌敏、金顺哲、申昌南、马赫哲、朴享烈、郭正俊、李斗日、金头日、郭英浩、吕铁雄、安英焕、全承国
- 政治局委员：候补委员补选全贤哲、李泰燮；直接补选朴泰成
- 政治局候补委员：赵春龙、朴秀日、李昌大、崔善姬、韩光相
- 中央委员会书记：金才龙、全贤哲、朴泰成
- 中央军事委员会委员：李泰燮、赵庆喆、朴秀日、李昌浩
- 中央委员会部长：任命赵甬元、赵春龙、全贤哲、李忠吉、李善权、韩光相
- 中央检查委员会委员长和委员：金才龙为委员长；金仁哲为委员

任命全承国为内阁副总理；崔善姬为外务相；朴亨烈为食品工业相；郭正俊为商业相；李斗日为国家科学技术委员长；金头日为内阁政治局局长兼党委员会责任书记。任命李泰燮为朝鲜人民军总参谋长；郑京择为朝鲜人民军总政治局长；朴秀日为社会安全相；李昌大为国家保卫相。

### 六中全会
朝鲜劳动党第八届中央委员会第十一次政治局会议决定于2022年12月下旬召开朝鲜劳动党第八届中央委员会第六次全体会议。朝鲜劳动党第八届中央委员会第六次全体会议扩大会议12月26日至31日在党中央委员会本部大楼召开。全会讨论并通过了关于2022年度党和国家主要政策执行情况总结和2023年度工作计划、组织问题、关于2022年度国家预算执行情况和2023年度国家预算案、关于加强党对革命学院的指导和关于新时代党的建设五大路线五个议程。补选：
- 中央委员会委员：全承国、金头日、宋永健、朴成哲、方头燮、崔铁雄、朴明善、李英植、白成国、金勇帅、金勇焕、李浩林、许铁勇、刘进、申基哲、金尚建、李惠贞
- 中央委员会候补委员：金英植、太亨彻、金昌石、赵席哲、郑勇南、李成范、金平贤、袁景模、申成国、安升学、许哲浩、宋明勋、裴成国、金金哲、吴哲秀、崔先日、金善国、张世日、李京日、全仁哲、金斗洪、朴仁基、刘喆宇、金成哲、崔头用、梁吉成
- 中央委员会政治局委员：朴秀日
- 中央委员会政治局候补委员：朱昌日、李熙用、金秀吉、金尚建、强纯男
- 中央委员会书记：李永吉
- 中央军事委员会副委员长：李永吉
- 中央检查委员会副委员长：金尚建
- 中央委员会部长：吴日晶、金尚建、金勇帅、李惠贞
- 中央委员会第一副部长：金英植
- 政府机关干部：化学工业相金哲霞、轻工业相金昌石、质量监督委员长赵席哲、内阁政治局局长兼党委员会责任书记李英植
- 武力机关指挥成员：朝鲜人民军总参谋长朴秀日、朝鲜民主主义人民共和国国防相强纯男、社会安全相李泰燮

### 七中全会
朝鲜劳动党第八届中央委员会第十三次政治局会议决定于2023年2月下旬召开朝鲜劳动党第八届中央委员会第七次全体会议。

### 十中全会
朝鲜劳动党第八届中央委员会第二十次政治局会议决定于2024年6月下旬召开朝鲜劳动党第八届中央委员会第十次全体会议。

## 朝鲜劳动党第8届中央委员会各部部长
| 部局         | 部长   | 就任          | 退任          |
| ------------ | ------ | ------------- | ------------- |
| 宣传鼓动部   | 朴泰成 | 2021年1月10日 | 现职          |
| 勤劳团体部   | 李日煥 | 2021年1月10日 | 现职          |
| 组织指导部   | 金才龍 | 2021年1月10日 | 現職          |
| 军政指导部   | 吴日晶 | 2021年1月10日 | 現職          |
| 规律调查部   | 朴太徳 | 2021年1月10日 | 現職          |
| 国际部       | 金成男 | 2021年1月10日 | 現職          |
| 干部部       | 許哲万 | 2021年1月10日 | 現職          |
| 法务部       | 金享植 | 2021年1月10日 | 現職          |
| 轻工业部     | 朴明順 | 2021年1月10日 | 現職          |
| 农业部       | 李哲万 | 2021年1月10日 | 現職          |
| 军需工业部   | 強純男 | 2021年1月10日 | 現職          |
| 统一战线部   | 金英哲 | 2021年1月10日 | 現職          |
| 财政经理部   | 金勇帥 | 2021年1月10日 | 現職          |
| 经济部       | 金頭日 | 2021年1月10日 | 2021年2月11日 |
| 经济部       | 吴秀容 | 2021年2月11日 | 现职          |
| 担当部局不明 | 崔輝   | 2021年1月10日 | 現職          |
| 担当部局不明 | 李斗星 | 2021年1月10日 | 現職          |
| 担当部局不明 | 金世福 | 2021年1月10日 | 現職          |
| 担当部局不明 | 朴正男 | 2021年1月10日 | 現職          |